# Elaphropus fuscicornis
Elaphropus fuscicornis är en skalbaggsart som beskrevs av Maximilien de Chaudoir. Elaphropus fuscicornis ingår i släktet Elaphropus och familjen jordlöpare. Inga underarter finns listade i Catalogue of Life.